# グランドスラム (柔道)
グランドスラム（英語: Grand Slam）は国際柔道連盟主催の柔道の大会。

## 沿革
2009年のIJFワールド柔道ツアー導入に伴い開始。「フランス国際柔道大会」、「ブラジル国際柔道大会」、「ロシア国際柔道大会」、「嘉納治五郎杯東京国際柔道大会」がそれぞれ「グランドスラム・パリ」、「グランドスラム・リオデジャネイロ」、「グランドスラム・モスクワ」、「グランドスラム・東京」と名称変更され、その他の国際大会より上位の位置づけとなった。
2013年からはグランドスラム・リオデジャネイロに代わって、「グランドスラム・バクー」がグランプリ大会からグランドスラム大会に昇格した。また、2014年にグランドスラム・モスクワはチュメニ開催に変更された。さらに「グランドスラム・アブダビ」も新たに加わり、これでグランドスラム大会は年5回開催されることになった。2018年からは「グランプリ・デュッセルドルフ」もグランドスラム大会に格上げされることが決まった。
2018年7月にIJFはグランドスラム・アブダビとグランプリ・チュニスに対して、政治によるスポーツへの不干渉の原則に鑑みて、イスラエルの選手を他の国同様に国旗の表示や国歌の演奏などで平等に扱うように要求したものの明確な回答が得られなかったために、今後に予定されていた両大会の延期を発表した。しかし、9月になってアブダビ当局がイスラエルを含めた全ての国を平等に扱うと通達してきたため、キャンセルになっていたグランドスラム・アブダビ大会が当初の予定通り10月に開催されることになった。
2019年には2012年以来途切れていたブラジルでのグランドスラム大会開催が、ブラジリアで再開されることに決まった。なお、財政難で一旦は開催返上と報じる向きもあったが、予定通り開催されることになった。そのため、2019年はグランドスラム大会が7大会も開催されることになった。

### 2022年ウクライナ侵攻
2022年2月にロシアがウクライナに軍事侵攻した件を受けてIJFは、5月にロシアのカザンで開催予定だったグランドスラム・カザン2022を中止することに決めた。なお、IOCは各競技団体にロシア及びその協力者であるベラルーシで開催される競技大会を取り止めるように呼び掛けていた。
IJFはパリオリンピックに向けたポイント争いの開始となる2022年のグランドスラム・ウランバートルから、ロシアによるウクライナへの軍事侵攻で大会参加が中断されていたロシアとベラルーシの選手が、中立の立場で参加することを認めた。IJF会長のマリウス・ビゼールは、「柔道は教育のスポーツ。政治的な干渉や、いかなる形の差別も常に避けるよう努力してきた」と、この決定について説明した。
一方で、ウクライナの元世界チャンピオンであるゲオルグリー・ザンタラヤはこの決定を強く非難するとともに、いかなる形にせよロシアの参加を認めるなら、自分が今まで獲得してきた世界チャンピオンやその他の称号を全て放棄すると語った。さらにウクライナ柔道連盟は、ロシアとベラルーシの選手による大会出場が認められる限り、ウクライナの選手はIJFワールド柔道ツアーへの参加を拒否することを明らかにした。軍やスポーツ省から給与を得ているロシアとベラルーシの選手は中立の立場たりえず、さらに、IOCもロシアとベラルーシの選手の除外を推奨しているにもかかわらず彼らの大会参加を認めることは、以ての外だとしている。なお、グランドスラム・ウランバートルにIJF名義で出場したロシア選手のうち、11名がロシア軍に直接関連していると、ウクライナ柔道連盟は指摘した。これに対して、IJFは前言を繰り返してウクライナの要求を退けた。

## 特徴
世界ランキングのポイント対象大会として、順位に応じてポイントが付与される。なお、この大会には以下のような特徴がある。
- 大会に出場するためには段位を有しており、なおかつジュニアないしはシニアの世界選手権か大陸選手権、あるいは過去2年の間にコンチネンタルオープンに1度は出場していることが最低限の参加条件となる。
- 主催国からは各階級4名、主催国以外からは2名まで選手を参加させることが出来る。但し、主催国から出場した選手の場合、上位に位置した2名までしかポイントは付与されない(主催国で出場した選手のうち、優勝と3位2名という結果になった場合は、3位になった2名のうち直前のランキングが上位だった方にポイントが与えられることになる)。
- 出場選手のうち世界ランキングの上位8名はシードされる。32名以上の出場選手がいる場合、シード選手は初戦が免除される。
- 2009年から2012年まで敗者復活戦は設けられていなかったが、2013年からは導入されることになった。準々決勝で敗れた選手は敗者復活戦に回れるが、それ以前に敗れた選手はその時点で試合終了となる。
- 優勝者には5000ドル、2位には3000ドル、3位には1500ドルが授与される。2015年の大会からはメダリストの他にそのコーチにも賞金が支給されることになった。そのため、メダリストの賞金は従来より2割減となる(優勝者に4000ドル、そのコーチに1000ドル、2位に2400ドル、そのコーチに600ドル、3位に1200ドル、そのコーチに300ドル)[22]。
- 試合の模様はIJFのIppon.TVでライブ中継される。

## 獲得ポイント
| 順位         | ポイント |
| ------------ | -------- |
| 優勝         | 1000     |
| 2位          | 700      |
| 3位タイ      | 500      |
| 5位タイ      | 360      |
| 7位タイ      | 260      |
| ベスト16     | 160      |
| ベスト32     | 120      |
| 1試合勝利    | 100      |
| 参加ポイント | 10       |

## グランドスラム大会を全制覇した選手
| 選手     | 優勝した大会 |
| -------- | --- |
| 中村美里 | グランドスラム・モスクワ2009 グランドスラム・東京2009 グランドスラム・パリ2010 グランドスラム・リオデジャネイロ2010 |
| 松本薫   | グランドスラム・モスクワ2009 グランドスラム・パリ2010 グランドスラム・リオデジャネイロ2010 グランドスラム・東京2010 |
| 小野卓志 | グランドスラム・モスクワ2009 グランドスラム・東京2009 グランドスラム・パリ2010 グランドスラム・リオデジャネイロ2011 |
| 福見友子 | グランドスラム・モスクワ2009 グランドスラム・東京2009 グランドスラム・リオデジャネイロ2010 グランドスラム・パリ2012 |
| 西田優香 | グランドスラム・リオデジャネイロ2009 グランドスラム・モスクワ2010 グランドスラム・東京2010 グランドスラム・パリ2012 |

上記の5名の記録はグランドスラム大会が4大会時代に達成された記録。2014年からは5大会となったが、そのすべてに勝った選手は現在のところいない。ただし、中村美里は5つの異なる都市で開催されたグランドスラム大会を制している（2014年からロシア開催のグランドスラムはモスクワからチュメニに移った。中村は2014年にそのチュメニで優勝を飾った）。

## メダル獲得選手上位一覧
| 順位 | 選手                           | 国籍       | 金メダル | 銀メダル | 銅メダル | 総計 |
| ---- | ------------------------------ | ---------- | -------- | -------- | -------- | ---- |
| 1    | 阿部一二三                     | 日本       | 12       | 1        | 0        | 13   |
| 2    | 高藤直寿                       | 日本       | 11       | 2        | 1        | 13   |
| 2    | 永山竜樹                       | 日本       | 11       | 2        | 1        | 13   |
| 4    | オドレー・チュメオ             | フランス   | 9        | 1        | 7        | 17   |
| 5    | テディ・リネール               | フランス   | 9        | 0        | 0        | 9    |
| 6    | 新井千鶴                       | 日本       | 8        | 4        | 4        | 16   |
| 7    | 田知本愛                       | 日本       | 8        | 2        | 4        | 14   |
| 8    | クラリス・アグベニュー         | フランス   | 8        | 1        | 1        | 10   |
| 9    | ムンフバット・ウランツェツェグ | モンゴル   | 7        | 6        | 5        | 18   |
| 10   | ティナ・トルステニャク         | スロベニア | 7        | 5        | 5        | 17   |

(出典、JudoInside.com)

## 優勝者の年齢
| Category         | 男子                                                                         | 女子                                                                      |
| ---------------- | ---------------------------------------------------------------------------- | ------------------------------------------------------------------------- |
| 最年少優勝       | - 阿部一二三 : 17歳118日（2014年グランドスラム・東京66kg級）                 | - 津金恵 : 17歳44日（2012年グランドスラム・東京63kg級）                   |
| 最年少メダリスト | - 阿部一二三 : 17歳118日（2014年グランドスラム・東京66kg級優勝）             | - 朝比奈沙羅 : 16歳41日（2012年グランドスラム・東京78kg超級3位）          |
| 最年長優勝       | - エルハン・ママドフ : 34歳247日（2016年グランドスラム・アブダビ100kg級）    | - テルマ・モンテイロ : 35歳334日（2021年グランドスラム・アブダビ57kg級）  |
| 最年長メダリスト | - バレンティン・グレコフ : 37歳17日（2013年グランドスラム・バクー90kg級2位） | - テルマ・モンテイロ : 36歳312日（2022年グランドスラム・バクー57kg級2位） |

(出典JudoInside.com)

## 各国メダル数
| 順 | 国・地域                 | 金  | 銀  | 銅  | 計  |
| -- | ------------------------ | --- | --- | --- | --- |
| 1  | 日本                     | 403 | 221 | 331 | 955 |
| 2  | フランス                 | 127 | 104 | 222 | 453 |
| 3  | ロシア                   | 66  | 83  | 165 | 314 |
| 4  | ジョージア               | 59  | 51  | 99  | 209 |
| 5  | 韓国                     | 54  | 49  | 108 | 211 |
| 6  | ブラジル                 | 51  | 89  | 152 | 292 |
| 7  | オランダ                 | 48  | 64  | 113 | 225 |
| 8  | モンゴル                 | 46  | 55  | 122 | 223 |
| 9  | アゼルバイジャン         | 39  | 46  | 93  | 179 |
| 10 | ドイツ                   | 34  | 54  | 128 | 216 |
| 11 | ウズベキスタン           | 32  | 35  | 98  | 165 |
| 12 | カナダ                   | 30  | 28  | 55  | 113 |
| 13 | イスラエル               | 29  | 27  | 85  | 141 |
| 14 | イタリア                 | 25  | 28  | 39  | 92  |
| 15 | IJF                      | 24  | 18  | 26  | 68  |
| -  | 中立選手(AIN)            | 23  | 11  | 31  | 65  |
| 16 | イギリス                 | 20  | 21  | 40  | 81  |
| 17 | スペイン                 | 18  | 27  | 61  | 106 |
| 18 | 中国                     | 18  | 17  | 45  | 80  |
| 19 | ベルギー                 | 16  | 12  | 37  | 65  |
| 20 | コソボ                   | 16  | 12  | 15  | 43  |
| 21 | ポルトガル               | 15  | 12  | 38  | 65  |
| 22 | スロベニア               | 14  | 15  | 33  | 62  |
| 23 | ハンガリー               | 13  | 29  | 64  | 106 |
| 24 | オーストリア             | 13  | 12  | 34  | 59  |
| 25 | ウクライナ               | 12  | 14  | 34  | 60  |
| 26 | スウェーデン             | 11  | 4   | 17  | 32  |
| 27 | カザフスタン             | 10  | 20  | 62  | 92  |
| 28 | セルビア                 | 10  | 15  | 30  | 55  |
| 29 | タジキスタン             | 9   | 16  | 22  | 47  |
| 30 | トルコ                   | 9   | 12  | 33  | 54  |
| 31 | ルーマニア               | 8   | 10  | 18  | 36  |
| 32 | モルドバ                 | 7   | 4   | 9   | 20  |
| 33 | ギリシャ                 | 7   | 2   | 7   | 16  |
| 34 | クロアチア               | 6   | 17  | 28  | 51  |
| 35 | キューバ                 | 5   | 16  | 43  | 64  |
| 36 | アラブ首長国連邦         | 5   | 8   | 16  | 29  |
| 37 | スイス                   | 5   | 7   | 8   | 20  |
| 38 | チャイニーズタイペイ     | 3   | 10  | 7   | 20  |
| 38 | アメリカ合衆国           | 3   | 10  | 7   | 20  |
| 40 | ポーランド               | 3   | 9   | 32  | 44  |
| 41 | ベラルーシ               | 3   | 9   | 9   | 21  |
| 42 | チェコ                   | 3   | 6   | 15  | 24  |
| 43 | アルゼンチン             | 2   | 4   | 5   | 11  |
| 44 | コロンビア               | 2   | 2   | 2   | 6   |
| 45 | イラン                   | 2   | 1   | 3   | 6   |
| 46 | フィンランド             | 2   | 1   | 2   | 5   |
| 47 | チュニジア               | 1   | 7   | 7   | 15  |
| 48 | ブルガリア               | 1   | 5   | 7   | 13  |
| 49 | アルメニア               | 1   | 4   | 3   | 8   |
| 50 | ボスニア・ヘルツェゴビナ | 1   | 1   | 5   | 7   |
| 51 | キルギス                 | 1   | 1   | 4   | 6   |
| 52 | メキシコ                 | 1   | 1   | 1   | 3   |
| 53 | エジプト                 | 1   | 0   | 5   | 6   |
| 54 | 北朝鮮                   | 1   | 0   | 2   | 3   |
| 54 | トルクメニスタン         | 1   | 0   | 2   | 3   |
| 56 | パナマ                   | 1   | 0   | 0   | 1   |
| 57 | ベネズエラ               | 0   | 3   | 12  | 15  |
| 58 | オーストラリア           | 0   | 2   | 7   | 9   |
| 59 | ラトビア                 | 0   | 2   | 3   | 5   |
| 60 | リトアニア               | 0   | 1   | 5   | 6   |
| 61 | アルジェリア             | 0   | 1   | 4   | 5   |
| 61 | プエルトリコ             | 0   | 1   | 4   | 5   |
| 63 | アイルランド             | 0   | 1   | 1   | 2   |
| 64 | ルクセンブルク           | 0   | 1   | 0   | 1   |
| 65 | バーレーン               | 0   | 0   | 6   | 6   |
| 66 | エストニア               | 0   | 0   | 4   | 4   |
| 67 | カメルーン               | 0   | 0   | 2   | 2   |
| 67 | ギニアビサウ             | 0   | 0   | 2   | 2   |
| 67 | フィリピン               | 0   | 0   | 2   | 2   |
| 70 | アルゼンチン             | 0   | 0   | 1   | 1   |
| 70 | チリ                     | 0   | 0   | 1   | 1   |
| 70 | キプロス                 | 0   | 0   | 1   | 1   |
| 70 | ドミニカ共和国           | 0   | 0   | 1   | 1   |
| 70 | エクアドル               | 0   | 0   | 1   | 1   |
| 70 | モロッコ                 | 0   | 0   | 1   | 1   |
| 70 | モンテネグロ             | 0   | 0   | 1   | 1   |
| 70 | スロバキア               | 0   | 0   | 1   | 1   |